# Remanenzeffekt
Mit Remanenzeffekt (auch: Beharrungstendenz) wird ein städtebauliches Phänomen bezeichnet, welches sich daraus ergibt, dass Familien in einmal bezogenen Wohnungen verbleiben, auch wenn sich durch familiäre Veränderungen wie Auszug der Kinder, der Bedarf an Wohnfläche vermindert. Der Remanenzeffekt spielt in der Prognose des zukünftigen Flächenbedarfs, z. B. bei der Erstellung eines Flächennutzungsplans, eine Rolle. Durch politische oder gesellschaftliche Prozesse werden Grundstücke oder Wohnungen geballt in einem Zeitraum freigezogen. Dieser Effekt sollte in der städtebaulichen Planung einbezogen werden, um nicht zu viel Fläche für die Bebaubarkeit festzulegen.
Durch den Remanenzeffekt kann eine Neunutzung des Wohnraums durch nachfolgende Generationen blockiert werden (Lock-in-Effekt) und ein ressourcenintensiver Wohnraummehrbedarf entstehen. Als mögliche Mittel zur Abschwächung des Remanenzeffektes werden Wohnungstausche und neue Wohnformen wie Cohousing und integriertem Mehrgenerationenwohnen erachtet.